# Ametropalpis nasuta
Ametropalpis nasuta is een vlinder uit de familie spinneruilen (Erebidae). De wetenschappelijke naam is voor het eerst geldig gepubliceerd in 1884 door Mabille.
De soort komt voor in tropisch Afrika.